# Lappögontröst
Lappögontröst (Euphrasia salisburgensis) är en växtart i familjen snyltrotsväxter.